# WONDER MUSEUM 2
『WONDER-MUSEUM 2』（ワンダー ミュージアム ツー）は、Little Seraphの2作目のアルバム。2003年1月1日、Wonder-Factoryより発売された。

## 概要
- 声優の丹下桜が、Little Seraph名義でリリースしたアルバム。
- 作詞はSAKURA名義となっている。シングル「Holy Love」ではSERA名義になっていた曲もSAKURA名義に変更されている。
- シングルではローマ字名義になっていた作曲・編曲者は、日本語表記に変更されている。
- WONDER-NETのみでの販売で、市販はされていない。WONDER-NET会員の場合は送料が無料になり、値段も一般の3,000円から2,500円に割引される。
- 初回限定盤はスペシャルパッケージ仕様で、ANGELIC ALICEのスペシャルトランプカード6枚と、オールカラーの24Pブックレットが封入されている。
- 現在もWONDER-NET上で発売されている。

## 収録曲
1. 光りの勇者 [5:08]
作詞：SAKURA、作曲・編曲：前澤ヒデノリ
Album Version
2. Future Dream [4:20]
作詞：SAKURA、作曲・編曲：前澤ヒデノリ
アルバム『Alice ON WONDER-NET PRESENT CD 3』収録
3. トップランナー [4:41]
作詞：SAKURA、作曲・編曲：前澤ヒデノリ
未収録スペシャルソング
4. Holy Love [4:54]
作詞：SAKURA、作曲・編曲：朝井泰生
5. Merry Christmas on WONDER-NET [3:33]
作詞：SAKURA、作曲・編曲：前澤ヒデノリ
未収録WONDER MUSEUM新曲
6. Let's Party!! [4:41]
作詞：SAKURA、作曲・編曲：前澤ヒデノリ
7. 空色メールが届いたら [4:37]
作詞：SAKURA、作曲・編曲：前澤ヒデノリ
未収録スペシャルソング
8. 水鏡 [5:27]
作詞：SAKURA、作曲・編曲：吉田潔
9. MEMORIAL SAVER [5:11]
作詞：SAKURA、作曲・編曲：前澤ヒデノリ
10. GURDIAN ANGEL [5:28]
作詞：SAKURA、作曲・編曲：朝井泰生
未収録スペシャルソング